# Sandra Harding

Sandra Harding

Sandra G. Harding (29 maart 1935 – 5 maart 2025) was een Amerikaans filosofe, gespecialiseerd in feminisme, postkolonialisme, epistemologie, onderzoeksmethodologie en wetenschapsfilosofie.
Ze pleit in haar werk voor een 'sterke objectiviteit' (strong objectivity), die stelt dat een feministisch standpunt in feite de objectiviteit van de wetenschappen kan versterken. Haar werk wordt dan ook vaak verbonden met de standpunttheorie, die stelt dat bepaalde vragen slechts kunnen benaderd worden vanuit het perspectief van de onderdrukte groep in kwestie, zoals vrouwen.
Harding overleed op 5 maart 2025 op 89-jarige leeftijd.